# Піраміда-1
«Піраміда-1» — історико-документальна книга «про узбецьку кримінальну справу, в ході якої до кримінальної відповідальності було притягнуто практично все вище керівництво Узбецької РСР».
Один з авторів (Т. Гдлян) з андроповського періоду очолював найбільшу в історії слідчу бригаду, інший (Є. Додолєв) працював «під прикриттям».

## Історія
Після серії інтерв'ю газети El País (навесні 1988 року) глава московського бюро цього іспанського видання Пілар Боннет запропонувала ведучому телепрограми «Взгляд» Євгену Додолєву написати книгу про Галину Брежнєву та «Справу Чурбанова».
Журналіст делегував цю пропозицію Тельману Гдляну, голові слідчої бригади Генпрокуратури СРСР, яка займалася так званою «узбецькою справою», фігурантами якої були родичі колишнього генсека СРСР Брежнєва. Бувши співробітником радянського силового відомства, слідчий не побажав вступати в будь-яку комунікацію з іноземними видавцями, але як альтернатива народилася ідея створення публіцистичного серіалу з трьох книг під умовною назвою «Кремльгейт». З газетної публікації 1990 року:
«Позбавте мене друзів, а з ворогами я й сам впораюся»: Ті, хто повинен був підтримати Гдляна і його групу, виявилися не на висоті, а кажучи просто — слабаками. І він змушений був, по-перше, звернутися по підтримку до керівництва партії, а по-друге, скористатися несподіваною для слідчого зброєю — друкованим словом. Потім про труднощі, з якими зіткнулося слідство, було сказано і на XIX партконференції.

### Цензура
Перша з книг трилогії була протягом семи місяців підготовлена до випуску  видавництвом «Юридична література» навесні 1989 року, проте партійні органи категорично перешкодили виходу викриттів. Ось як про це згадує Едуард Тополь у своєму «Московському польоті»:
Читачі «Tokyo Readers Digest», куди я напишу про цю бесіду, знають, що слідчі Гдлян і Іванов звинуватили Лігачова у хабарництві, — про це писали всі газети світу. І всім цікаво, що буде далі. Гдлян відкрив нижній ящик свого столу і витягнув якусь товсту — сторінок на 300 — книгу в новій темно-синій палітурці, простягнув мені. Я відкрив обкладинку, на титульному аркуші значилося:

Тельман Гдлян і Євген Додолєв — ПІРАМІДА-1. Видавництво «Юридична література», Москва, 1989. (ISBN 5-7260-0193-1)
 — Це матеріали нашої «узбецької» справи. Вже написана «Піраміда-2» — московська, і повинна бути «Піраміда-3» — кремлівська. Євген Додолєв — мій співавтор, член Спілки журналістів СРСР.
 — Я його знаю, я працював з ним колись у «Комсомольскій правді». Ви можете подарувати мені цю книгу?
 — На жаль, не можу. Це єдиний примірник. Книгу заборонили, весь набір розсипали, видавництво розриває з нами договір.

Відчуваючи, що я випускаю з рук сенсаційний матеріал, я, зітхнувши віддав йому книгу…

Через рік співавторську працю зі значними купюрами випустило у світ видавництво АПС. Книга стала раритетом і навіть не всі члени слідчої групи тримали її в руках.Експерти відзначали, що 
цінне в цій книжці — це, власне, не стільки опис конкретних хабарів, розкрадань або інших «посадових правопорушень», скільки опис самої системи, яка починалася внизу, з різнорідних «невеликих цяць» і закінчувалася на самому верху — аж у Москві!

## Сюжет

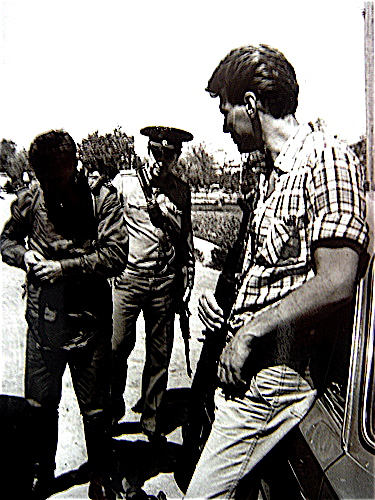
Додолєв з «Калашниковим» під час одного з оперативних заходів в Узбекистані

Фабула практично дублює канву самого слідства. Розповідь будується в ретроспективно-кінематографічній манері.
Образів — у хрестоматійному розумінні цього літературного терміна — у книзі майже немає. Навіть коли мова йде про такі колоритні постаті як Галина Брежнєва і її приятель, колишній актор театру «Ромен» Борис Буряца.
Стилю властиві строга фактура і мінімалізм. Мова викладу нарочито сухувата, оскільки, за задумом авторів, «протокольність» повинна була акцентувати документальну основу оповіді. Деякі розділи написані в підкреслено репортажній стилістиці, інші — у жанрі газетного нарису.
Самогубство партійного працівника, що лягло в основу однієї з глав книги, згадується в рукописі журналіста Сергія Плеханова «Справа Гдляна. Анатомія політичного скандалу», де методи слідства жорстко критикувалися:

У березні 1985 року слідча група на чолі зі своїм керівником прибула в Хорезмську область, щоб «взяти» Гаїпова у власному будинку. Обставини смерті поважного орденоносця описані Є. Додолєвим, особливо наближеним до особи Гдляна: "І ось уже биту годину сиділи незвичайні гості зі слідчої групи Прокуратури СРСР (представилися вони, до речі, працівниками республіканської прокуратури, благо південне сонце їх вже надійно висмаглявило та й оволоділи мовою за роки роботи тут цілком стерпно) в «ханському палаці», пили відбірний зелений чай і вели неквапливу бесіду з Гаїповими… Почувши крик із спальні, ті, що перебували у вітальні, кинулися туди. На жаль, вони запізнилися: до того, як вдалося вирвати східний кинджал із закривавленої руки Гаїпова, той встиг пошматувати своє випещене тіло. «Йдіть», — хрипів вмираючий. «Ви винні!» — кричали дружина і дочка.

## Оформлення
Дуже багато кольорових і чорно-білих ілюстрацій: матеріали слідства (розсекречений архів Генеральної прокуратури СРСР, протоколи допитів, криміналістична зйомка), звіти про відрядження журналіста Додолєва (його фото-партнером по роботі в слідчій групі був репортер Сергій Вєтров).
Були використані фотографії і документи так званої оперативно-розшукової справи, що послужило приводом для докорів співавторам у зловживанні службовим становищем.[джерело?]

## Видання
Книга була здана в набір 20 березня 1989 року, а підписана до друку лише 27 вересня 1990 року. Перший тираж 100 000 примірників. Олександр Політковський анонсував вихід книги у передачі «Погляд».
Тричі перевидавалася (1990, 1990, 1991). Переведена англійською, італійською та корейською мовами.
Перше видання:
- Гдлян Т. Х., Додолев Е. Ю. Пирамида—1 / Ред. и авт. предисл. С. М. Артюхов; Авторы фото: В. Бондаренко, С. Ветров, Ф. Гринберг, Л. Шерстинников. — М. : АПС, 1990. — 240, [64] с. — 100 000 екз.

## Піратські публікації
Кронід Любарський у своєму журналі «Страна и мир» (травнево-червневий номер 3, 1989 рік) опублікував фрагменти книги під назвою «Піраміда». У наступному випуску було надруковано продовження. Піратські публікації були припинені лише після офіційного телефаксу авторів і запевнення Юліана Семенова про його готовність залучити спільних знайомих з російської діаспори Мюнхена для підготовки судового позову.

## Екранізація
Незабаром «Піраміда-1» була екранізована під назвою «Піраміда» на «Ленфільмі» (1991). Роль непідкупного слідчого (прототип Гдляна) зіграв Петро Вельямінов, а Алла Ларіонова виконала роль дружини високопоставленого корупціонера.
Як згадував Юрій Лучинський, стрічка знімалася на спонсорські кошти впливових кемеровських вуглепромисловців; за його словами, проект не носив комерційного характеру, фінансувався шанувальниками борців з партійної корупцією.
В Кузбас на річну презентацію фільму приїхало кілька колишніх слідчих з команди Гдляна (зокрема його соратник, співкерівник слідчої бригади Генпрокуратури СРСР, слідчий з особливо важливих справ при Генеральному прокурорі СРСР Микола Іванов) і значна частина творчої групи.
У Москві і Ленінграді стрічка була заборонена місцевою владою. Копії були реквізовані правоохоронними органами.